# Vologaeses III.

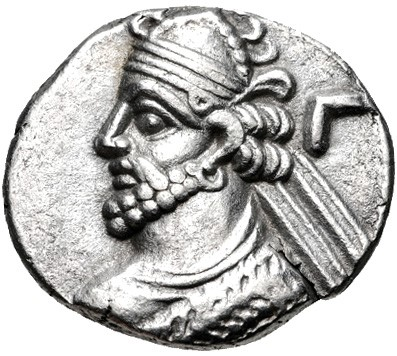
Münze mit dem Bild des parthischen Königs Vologaeses III.

Vologaeses III.  war ein parthischer König, der von etwa 105/111 (der Beginn seiner Herrschaft wird unterschiedlich datiert) bis 147 regierte.

## Leben
Vologaeses III. herrschte wohl im Osten des Reiches und war zunächst der Gegenkönig von Osroes I., der allerdings um 128 verstarb, wodurch Vologaeses III. Alleinherrscher wurde. Vologaeses III. hatte während seiner ganzen Regierungszeit mit äußeren Feinden zu kämpfen. Um 135/136 drang das Nomadenvolk der Alanen vom Norden aus in das Reich ein und überrannte Medien, die Atropatene, Armenien und Kappadokien. Vologaeses III. konnte sie trotz einer großen Armee nicht aufhalten, doch zogen sie sich aus ungeklärten Gründen wieder zurück. In Armenien musste Vologaeses akzeptieren, dass die Römer um 140 einen neuen König eingesetzt hatten, bei dem es sich wohl um Pakoros gehandelt hat, wenngleich die ältere Forschung von Sohaemus ausging.
Auch im Osten gab es anscheinend Probleme, wo zu dieser Zeit das mächtige Reich der Kuschan entstand. Die dortigen Quellen berichten von einem Krieg gegen die Parther, doch ist die genaue Chronologie der Ereignisse nicht bekannt. Nach 147 verschwindet Vologaeses III. aus unseren Quellen.